# Альбонезе
Альбонезе (итал. Albonese) — коммуна в Италии, располагается в регионе Ломбардия, в провинции Павия.
Население составляет 512 человек (2008 г.), плотность населения составляет 128 чел./км². Занимает площадь 4 км². Почтовый индекс — 27020. Телефонный код — 0384.
Покровителями коммуны почитаются Пресвятая Богородица и святой апостол Павел, празднование во второе воскресение сентября.

## Демография
Динамика населения:

## Администрация коммуны
- Официальный сайт: http://www.comune.albonese.pv.it/